# Reverse tri-joodthyronine
Reverse tri-joodthyronine (3,3’,5’-tri-joodthyronine, reverse T3, of rT3) is een van de joodthyronines die de schildklier produceert.
Het is een isomeer van tri-joodthyronine (T3). 0,9% Van het totale schildklierhormoon bestaat uit rT3.
De hormoonproductie en excretie van de schildklier worden gecontroleerd door de hypothalamus, via de hypofyse. De schildklier excerneert zowel rT3 als T3 en T4. De T3 is direct actief in het lichaam, de T4 is nauwelijks actief in het lichaam, wordt in het bloed grotendeels gebonden en wordt in het lichaam omgezet in T3 of rT3. rT3 is geheel niet actief.

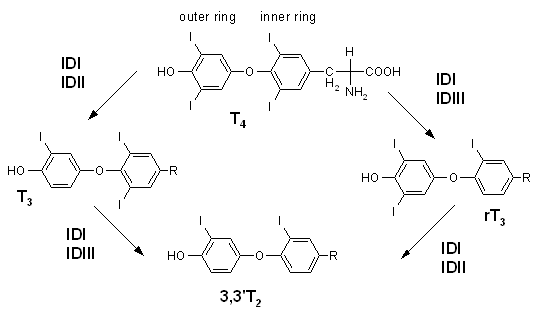
Synthese van rT_{3} vanuit T_{4} door dejodase. Synthese van T_{3} en T_{2} is ook afgebeeld.